# Det sanna korset

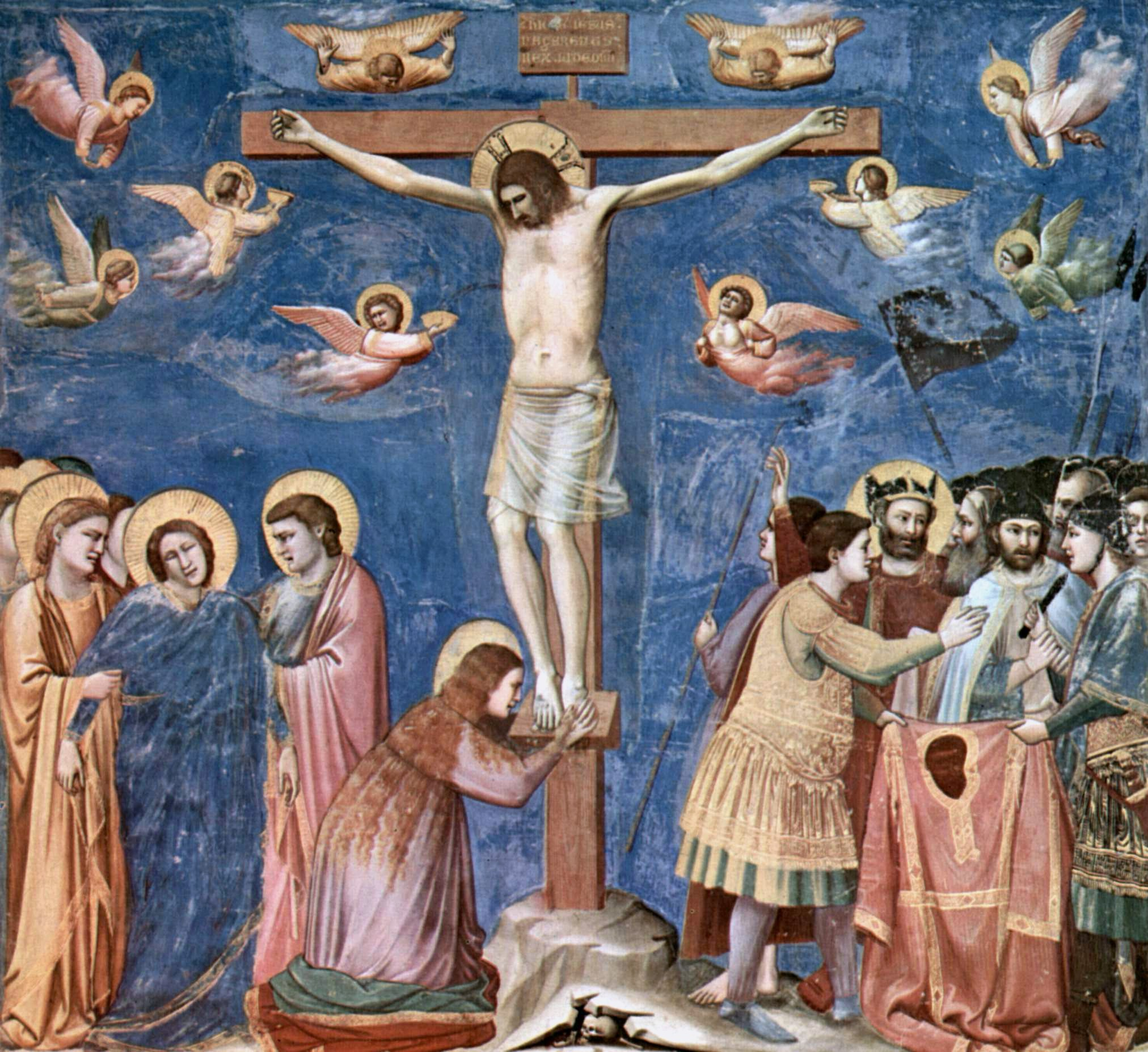
Jesu korsfästelse, fresk av Giotto. Cappella degli Scrovegni i Padua.

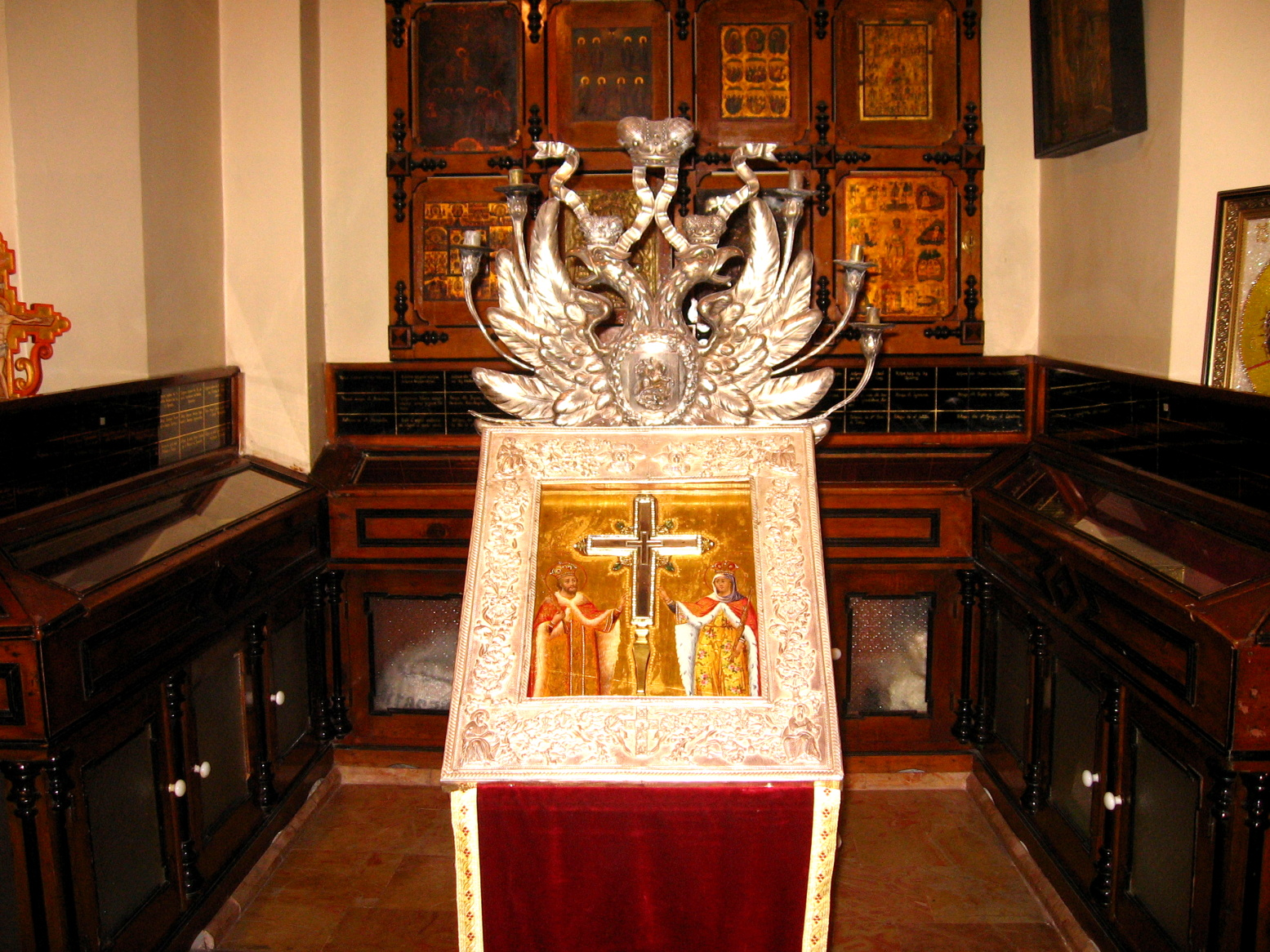
Relikvarium av det sanna korset. Heliga gravens kyrka i Jerusalem.

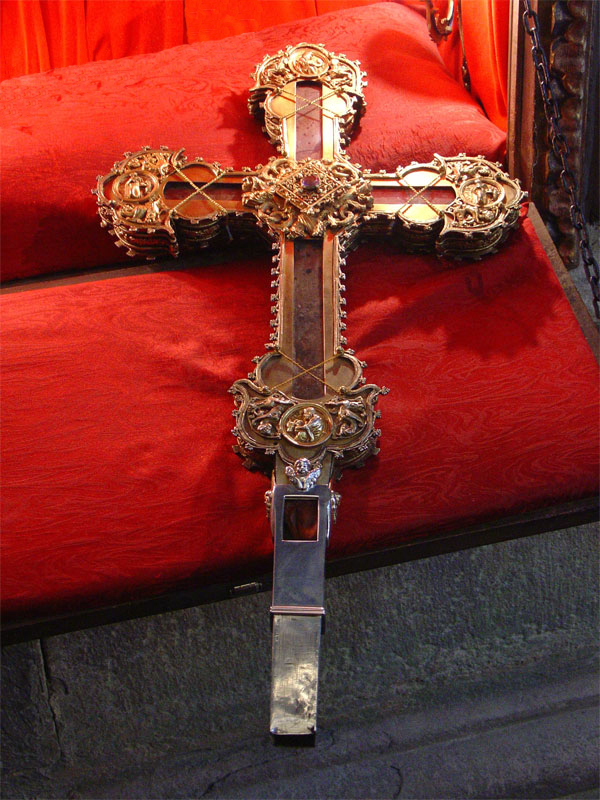
Angiven relik av det sanna korset, det största fragmentet, klostret Santo Toribio de Liébana i Spanien.

Det sanna korset avser det fysiska kors som Jesus korsfästes på, vilket enligt äldre, traditionell kristen uppfattning återfanns av kejsarinnan Helena år 312 genom en uppenbarelse. Flera kyrkobyggnader gör anspråk på att hysa bitar av detta kors som relik; dessa anspråk liksom legenden om Helenas upptäckt är numera ifrågasatta av många samfund.
Källan till uppgiften om Helenas återupptäckt av det sanna korset är Sokrates Scholastikos som förtäljer att Helena, mor till Konstantin den store, reste till Heliga landet och fann tre kors gömda. Genom en uppenbarelse skulle hon ha förstått att dessa kors var de som använts till korsfästelserna av Jesus, Dismas och Gestas. Under 1200-talet florerade en legend i västkyrkan om det sanna korset, förmedlad av Jacopo de Voragine i Legenda Aurea, att det skulle ha blivit tillverkat av ett träd vars frö kom från Livets träd i Eden. Trädet användes sedan, fortsätter Legenda Aurea, till att bygga en bro vilken drottningen av Saba passerade när hon besökte kung Salomo, varför hon skulle ha tagit plankor därav som minne; dessa plankor skulle senare ha återanvänts till Jesu kors, berättar Legenda Aurea. Ytterligare källor till legender om det sanna korset, spridda i såväl den västliga som den östliga kristenheten, finns hos Sozomenos, Eusebios av Caesarea och Theodoretos av Kyrros; den sistnämnde anger att sankta Helena också fann spikarna vilka hon tog med sig till Konstantinopel.
Legenderna om det sanna korset användes i flertaliga medeltida berättelser och konstverk, däribland den berömda freskcykeln La leggenda della Vera Croce av Piero della Francesca från 1400-talet, vilken finns i basilikan San Francesco i Arezzo. Johannes Chrysostomos tillägnar det sanna korset flera texter. Det heliga korsets upphöjelse är en festdag för det sanna korset som firas den 14 september av många av de större samfunden.